# Zandeken
Zandeken was een gehucht in de Belgische gemeente Evergem. Het gehucht lag in het Gentse havengebied, ten westen van het Kanaal Gent-Terneuzen. In 2008 moest dit gehucht verdwijnen, om plaats te maken voor de uitbreiding van de Gentse kanaalzone en het Kluizendok. Het betrof onder andere de toenmalige straten Lage Avrijestraat, Hultjen en Zandeken.

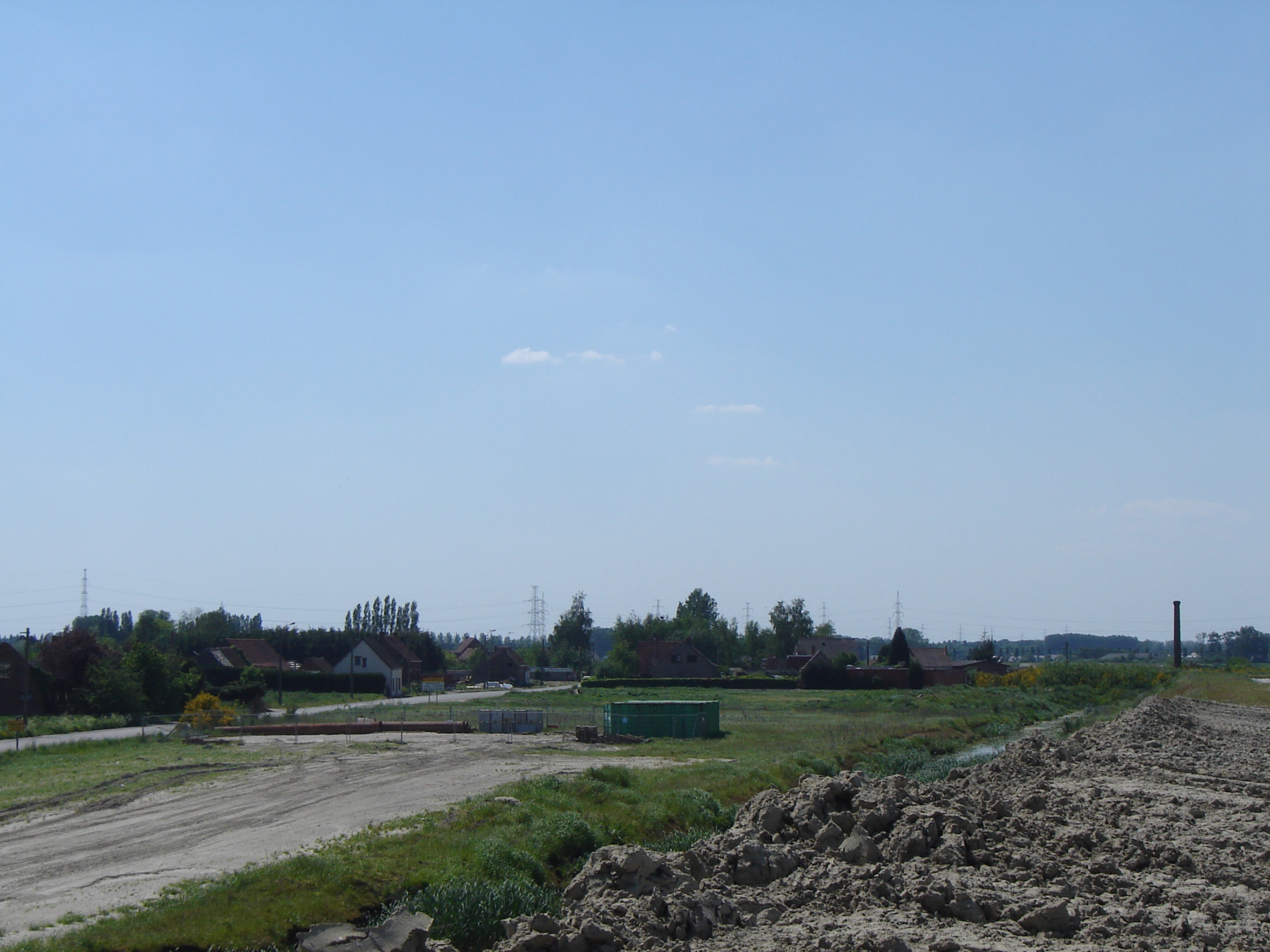
Zicht op Zandeken

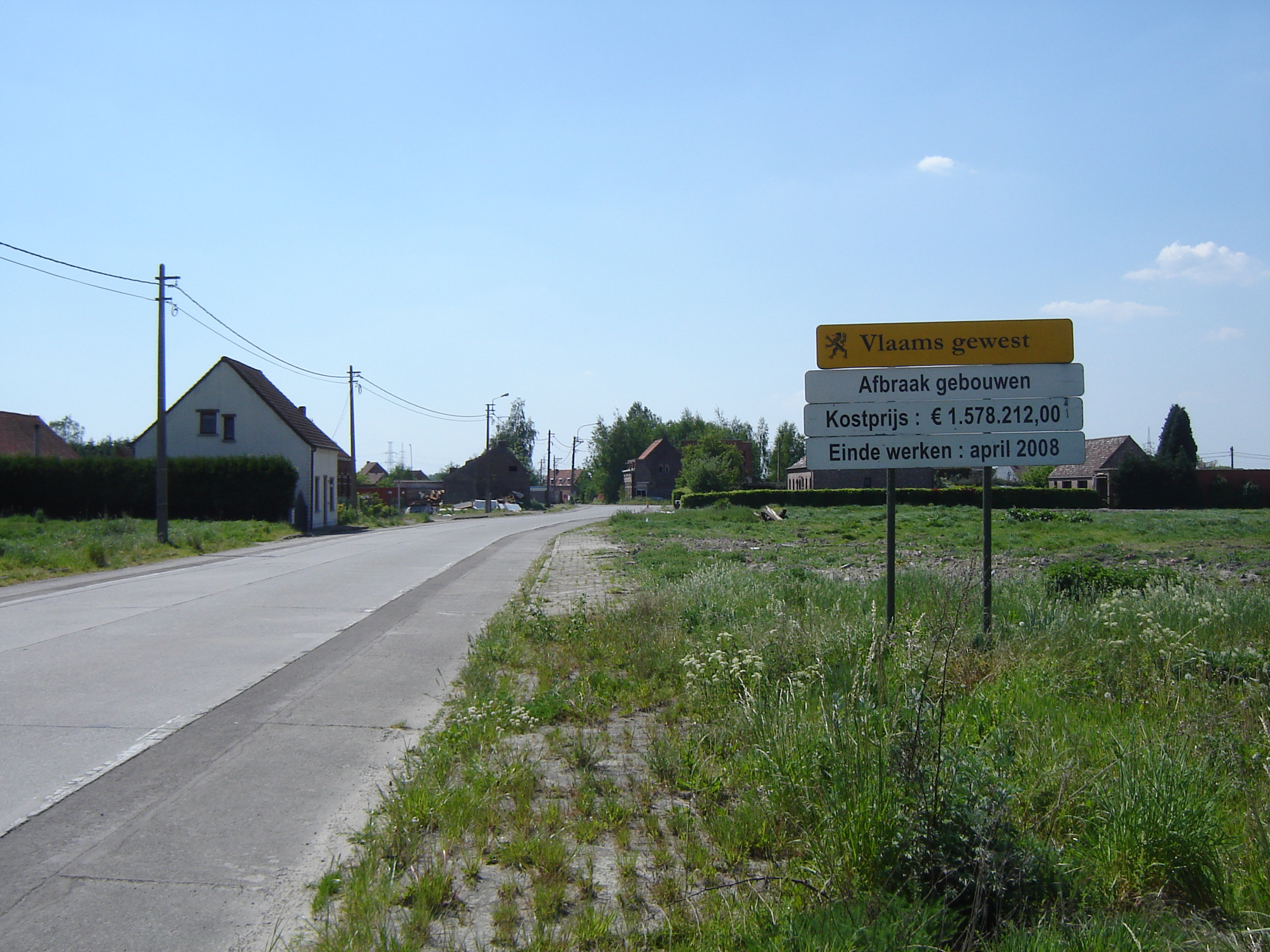
Zandeken

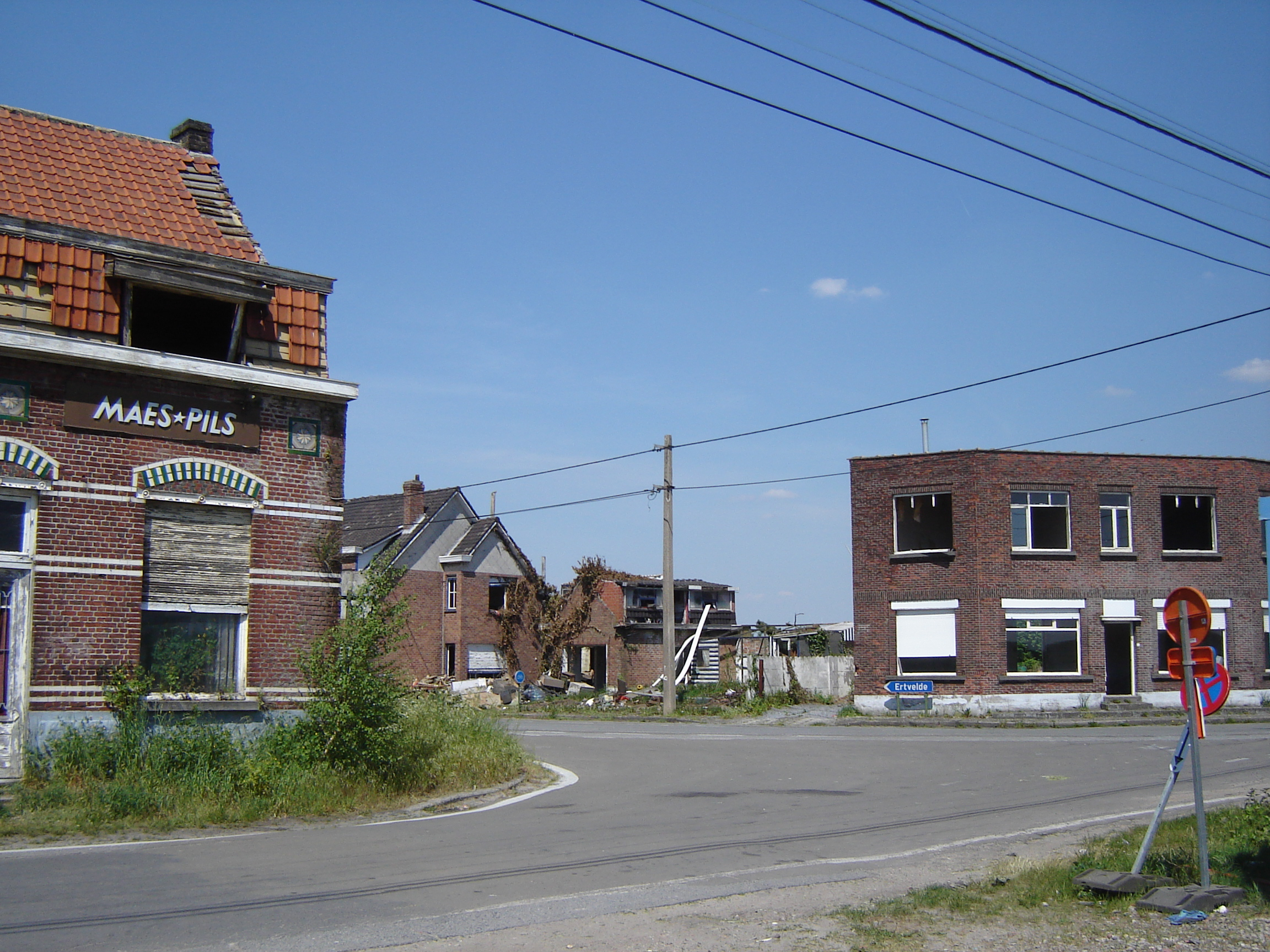
Hoek Zandeken en Hoogstraat (2008)

Deelgemeenten: Ertvelde · Evergem · Kluizen · Sleidinge

Overige dorpen: Belzele · Doornzele · Kerkbrugge-Langerbrugge · Rieme · Wippelgem

Wijken en gehuchten: Daasdonk · Hoeksken · Hulleken · Kerkbrugge · Langerbrugge · Meerbeke · Molenhoek · Oostmoer · Singel · Tervenen · Weegse · Zandeken

Belgische gemeenten · Arrondissement Gent · Oost-Vlaanderen · Vlaanderen